# Hexencyrtus albiclava
Hexencyrtus albiclava är en stekelart som beskrevs av Girault 1915. Hexencyrtus albiclava ingår i släktet Hexencyrtus och familjen sköldlussteklar. Inga underarter finns listade i Catalogue of Life.